# Suisse au Concours Eurovision de la chanson 2012
La Suisse a participé au Concours Eurovision de la chanson 2012 qui s'est déroulé à Bakou en Azerbaïdjan. La finale nationale helvète a eu lieu le 10 décembre 2011, lorsque chaque diffuseur linguistique présentera ses chansons, et dont le représentant sera choisi par télévote. Ce format est le même qu'utilisé lors de la précédente finale nationale.
Lys Assia, la première gagnante du Concours Eurovision de la Chanson en 1956, a envoyé une chanson pour à nouveau représenter la Suisse. Son titre « C'était ma vie » a été écrit par Ralph Siegel et Jean-Paul Cara.

## Changements dans la sélection 2012
Le 22 juillet 2011, la SF a annoncé que 14 participants seront à la finale nationale au Bodensee-Arena de Kreuzlingen, soit deux de plus qu'en 2011.
Six chansons ont été choisies d'un vote Internet de la SF, trois de la radio alémanique DRS 3, trois venant des Romands de la RTS, et deux de la tessinoise RSI. Les participants ont chanté une version abrégée de leurs chanson, malgré le fait que les règles données par la SF, où les chansons doivent être d'une durée le 2:55 / 3:00 minutes.

### Sélection de la SF
La sélection de la SF a choisi six finalistes. Les candidats ont soumis leurs candidatures au diffuseur du 1er au 30 septembre 2011. Un mix des votes Internet et du verdict d'un jury d'experts a permis de sélectionner les finalistes.

### Sélection de DRS 3
La radio DRS 3 a choisi trois candidats. Aucun détail sur le mode de sélection.

### Sélection de RSI
La RSI sélectionnera deux participants. Les artistes peuvent soumettre leurs chanson à la RSI. Aucun autres détails sur le mode de sélection ont encore été publiés.

### Sélection de la RTS
La sélection de la RTS a choisi six finalistes. Les candidats ont pu soumettre leurs chansons jusqu'au 30 septembre 2011, puis un jury a réduit le nombre d'entrées à dix. Ces dix chansons ont été jouées en radio et à la télévision de la RTS entre le 20 et 30 octobre 2011. Les trois finalistes ont été sélectionnées par une combinaison 50/50 du public et du vote du jury.

### Finale
| Ordre | Artiste                            | Chanson                   | Résultat | Votes   | Diffuseur |
| ----- | ---------------------------------- | ------------------------- | -------- | ------- | --------- |
| 01    | Patric Scott feat. Fabienne Louves | "Real Love"               | 6e       | 9,81 %  | DRS 3     |
| 02    | Emel                               | "She"                     | 11e      | 1,3 %   | SF        |
| 03    | Chiara Dubey                       | "Anima nuova"             | 3e       | 13,82 % | RSI       |
| 04    | Guillermo Sorya                    | "Baby Baby Baby"          | 12e      | 1,19 %  | DRS 3     |
| 05    | Macy                               | "Shining"                 | 9e       | 3,49 %  | SF        |
| 06    | Sosofluo                           | "Quand je ferme les yeux" | 14e      | 1,08 %  | RTS       |
| 07    | Atomic Angels                      | "Black Symphony"          | 10e      | 2,36 %  | DRS 3     |
| 08    | Ivo                                | "Peace & Freedom"         | 2e       | 16,02 % | SF        |
| 09    | Ze Flying Zézettes Orchestra       | "L'autre"                 | 13e      | 1,17 %  | RTS       |
| 10    | Raphael Jeger                      | "The Song In My Head"     | 7e       | 5,96 %  | SF        |
| 11    | I Quattro                          | "Fragile"                 | 4e       | 10,56 % | SF        |
| 12    | Sinplus                            | "Unbreakable"             | 1er      | 17,87 % | RSI       |
| 13    | Lys Assia                          | "C'était ma vie"          | 8e       | 5.46%   | SF        |
| 14    | Katherine St-Laurent               | "Wrong to let you go"     | 5e       | 9.91%   | RTS       |